# Бердимухамедов Мялікгули Бердимухамедович
Мялікгули Бердимухамедович Бердимухамедов (туркм. Mälikguly Berdimuhamedowiç Berdimuhamedow; 12 серпня 1932, Туркменська РСР, СРСР — 18 квітня 2021) — батько другого туркменського президента Гурбангули Бердимухамедова. Підполковник органів внутрішніх справ у відставці. Почесний ветеран органів внутрішніх справ.
На його честь було названо низку об'єктів, у тому числі військових.

## Біографія
Трудову діяльність розпочав у молодіжній організації Геок-Тепинського району та педагогом початкових класів села Бабарап. Служив у військовій частині Міністерства внутрішніх справ СРСР взводу, інструктором з політичної роботи з особовим складом.
Закінчив Туркменський державний університет за спеціальністю історик, а також вечірнє відділення громадсько-політичного університету та Вище військове командне училище МВС СРСР у місті Орджонікідзе. Навчався на курсах підвищення кваліфікації у Рязанській школі удосконалення начальницького складу та Київській вищій школі МВС.
Сім разів нагороджувався державними нагородами, був нагороджений нагрудним знаком «За відмінність у службі у внутрішніх військах». Завершив службу у званні підполковника у 1982 році. Продовжив свою трудову діяльність на різних посадах у структурних підрозділах Міністерства освіти Туркменської РСР. Працював в уряді республіки, керував адміністративно-господарським відділом у міністерстві плодоовочевого господарства та курирував там питання цивільної оборони.
Невід'ємною частиною культу особи Гурбангули Бердимухамедова є культ сім'ї Бердимухамедова: діда та батька.
У 2012 році в Ашхабаді військовій частині № 1001 було присвоєно ім'я Мялікгули Бердимухамедова, там було відтворено робочий кабінет Бердимухамедова і відкрито музей на його честь.
Крім того, в селі Изгант Палацу культури було присвоєно ім'я Мялікгули Бердимухаммедова, перед Палацом культури встановлено прижиттєву пам'ятку.
У 2013 році було встановлено прижиттєве погруддя на території комплексу будівель військової частини МВС Туркменістану № 1001 в Ашхабаді.
Запроваджено медаль імені Мялікгули Бердимухамедова. Серед інших нею нагороджений і його онук та син Гурбангули Бердимухамедова — Сердар Бердимухамедов.
Помер 18 квітня 2021 року від крововиливу в мозок.